# Urtzetsi
Els Urtzetsi o també Urtza i Urtzi van ser una família de nakharark (nobles) d'Armènia amb feu hereditari a la comarca de l'Urdz o Urtz Tzor (Urtsadzor) a la província de l'Airarat a la vall del riu Urts o Urtz.
El nakharar al temps de la rebel·lió nacional del 451 (coneguda com a Revolta d'Ingilena) era Narses Urtzetsi. És en l'única ocasió que s'esmenta aquesta dinastia i sabent que va sorgir com a branca d'un altra, cal suposar que es va extingir el 451 o uns anys després.